# غوستافو نوغويرا
غوستافو نوغويرا (بالإسبانية: Gustavo Noguera) هو مدرب كرة قدم ولاعب كرة قدم باراغواياني في مركز الدفاع، ولد في 7 نوفمبر 1987 في Santa Elena, Paraguay ‏ في باراغواي. لعب مع كيلمس.

## وصلات خارجية
- غوستافو نوغويرا على موقع قاعدة بيانات كرة القدم.إي يو (الإنجليزية)
- غوستافو نوغويرا على موقع Soccerway.com (الإنجليزية)
- غوستافو نوغويرا على موقع عالم كرة القدم.نت (الإنجليزية)